# Kommunalhuset, Värtan

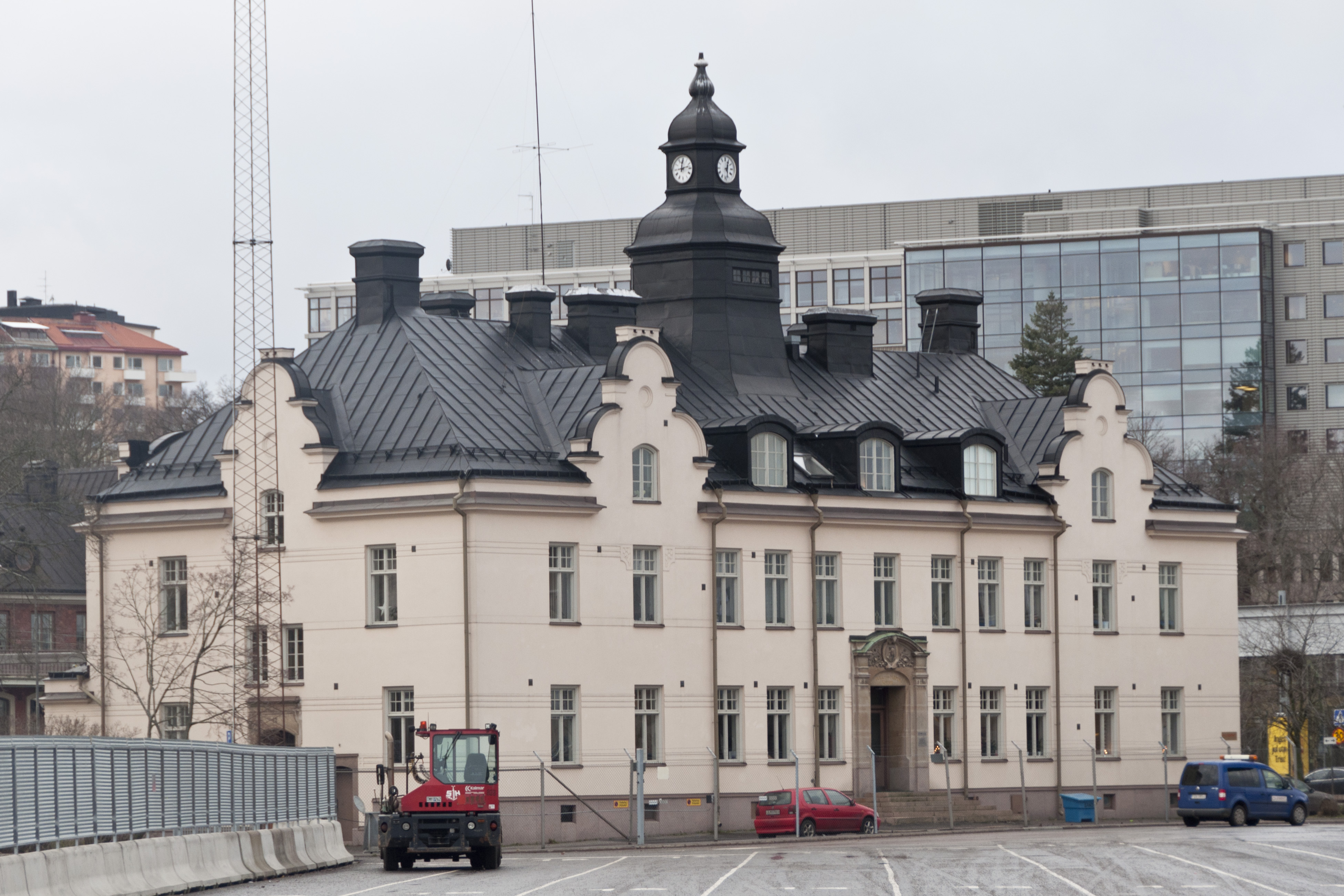
Kommunalhuset från 1905 vid Värtahamnen i december 2011.

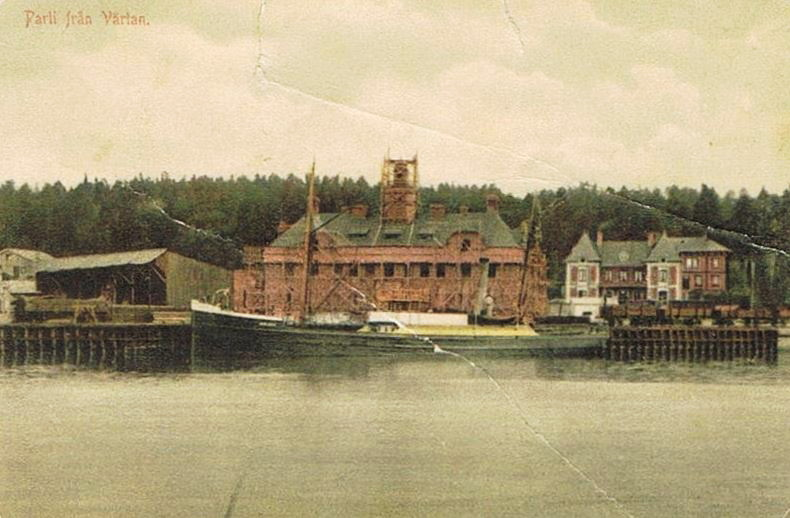
Huset under uppförande

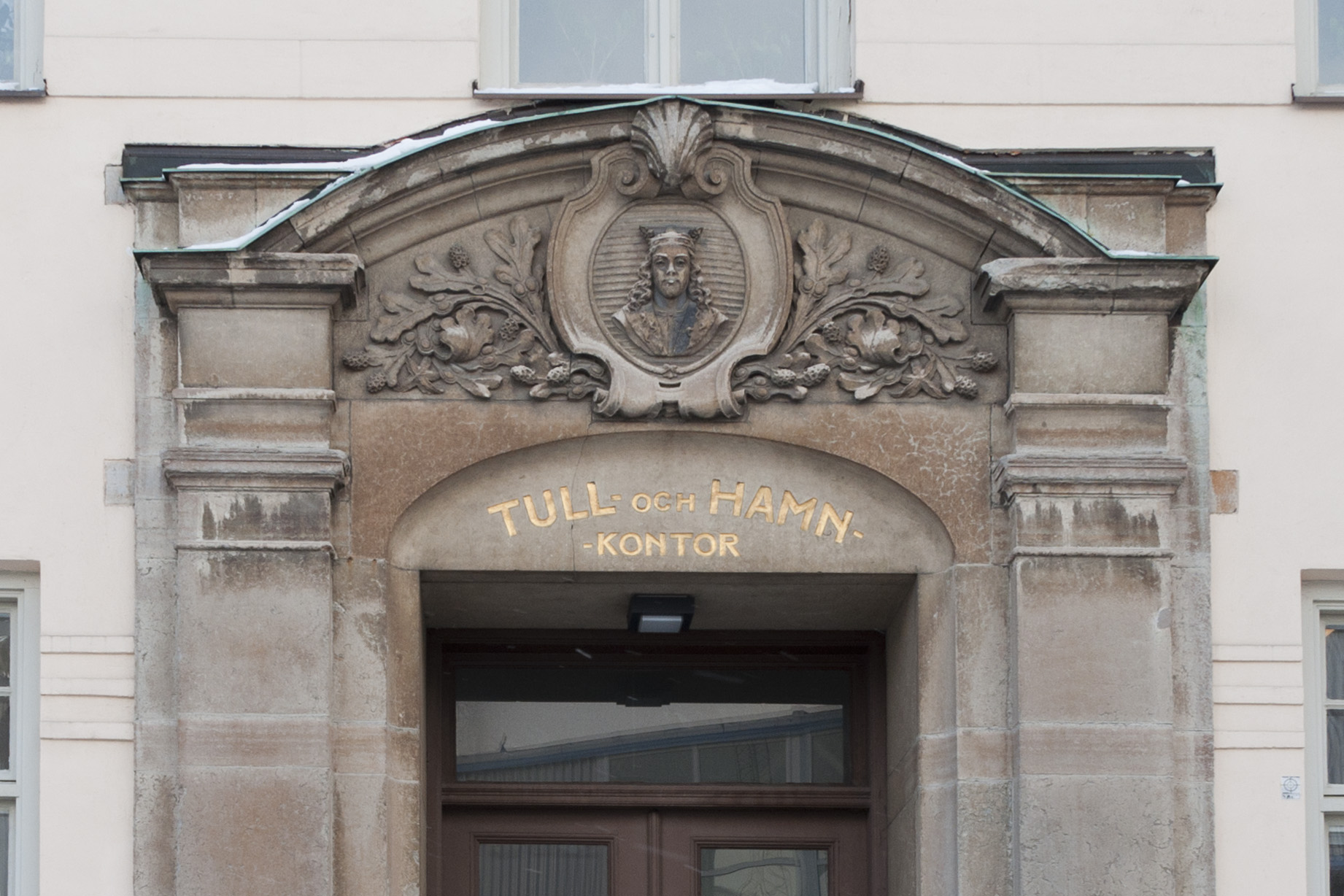
En väderbiten Sankt Erik omgiven av blåstång ovanför husets portal

Kommunalhuset är en tidigare förvaltningsbyggnad vid Södra Hamnvägen 42-44 i Värtahamnen i Stockholm. Mellan åren 1905 och 1934 var Värtans brandstation inhyst i byggnaden.

## Beskrivning
Värtahamnen anlades 1879–1886 efter att staden köpt upp mark i syfte att skapa en hamn för kol och annat skrymmande gods. Järnväg för gods- och persontrafik drogs fram genom Värtabanan där Värtans station invigdes 1882. Värtahamnen utvidgades och fördjupades successivt under 1900-talets början, och 1903 invigdes det närbelägna koleldade Värtaverket.
År 1905 lät staden byggmästaren Alfred Johansson uppföra en ny förvaltningsbyggnad i hamnen. Den putsade jugendbyggnaden i två våningar med urförsedd takryttare ritades av Georg Ringström som var arkitekt vid Stockholms stads byggnadskontor. Förutom tull- och hamnkontor innehöll Kommunalhuset även polis, brandkår och bostäder för hamnanställda. Porten på den södra sidan omges av två fasces i huggen sten, medan huvudporten på norra sidan krönts med Sankt Erik bland blåstång.
Byggnaden är grönklassad av Stockholms stadsmuseum och anses av museet således ha ett högt kulturhistoriskt värde.